# Dichelopandalus leptocerus
Dichelopandalus leptocerus är en kräftdjursart som först beskrevs av Sidney Irving Smith 1881.  Dichelopandalus leptocerus ingår i släktet Dichelopandalus och familjen Pandalidae. Inga underarter finns listade i Catalogue of Life.